# Eastern Passage (Alaska)
De Eastern Passage is een natuurlijk kanaal in de Alexanderarchipel in de Alaska Panhandle in het zuidoosten van Alaska in de Verenigde Staten.

## Geografie
Het kanaal heeft een lengte van 29 kilometer en loopt in zuidoostelijke richting. In het noordwesten mondt het kanaal uit in Sumner Strait nabij de monding van de rivier de Stikine. In het zuidoosten eindigt het kanaal in de The Narrows die het verbinden met het Blake Channel. Het kanaal scheidt de noordoostelijke helft van Wrangell Island van het vasteland van Alaska.
Aan het noordelijk uiteinde van het kanaal ligt de plaats Wrangell.
Het waterlichaam ligt in de mariene ecoregio Noord-Amerikaans Pacifisch Fjordland.

## Geschiedenis
Het kanaal werd in 1877 vernoemd door William Healy Dall van de United States Coast and Geodetic Survey. Het werd voor het eerst doorkruist en in kaart gebracht in 1793 door James Johnstone, een van de officieren van George Vancouver tijdens zijn expeditie van 1791-1795.